# Italiensk klokke
Italiensk Klokke (Campanula garganica) er en art af blomstrende planter i klokke-slægten, som er hjemmehørende i Sydeuropa. Det er en lille staude, som vokser til at blive maks 5 cm høj. Planten har et væld af stjerneformede blå blomster om sommeren og bruges oftest af denne årsag som bunddække i haver.
Fremavlede sorter inkluderer kultivaren 'Dickson's Gold', som har guld-farvede blade, og 'W.H. Payne ', med lilla farvede blomster, som er hvide i midten.